# Ferhád pasa dzsámija
Ferhád pasa dzsámijának romjai Pécs belvárosában, a lebontott Kazinczy utca 4. szám alatti telken található.  A régészeti feltárás során előkerültek egy ikerfürdő, egy lakóház és egy derviskolostor maradványai, valamint a dzsámi körül egykor elterülő muszlim temető. Jelenleg csak egy hatalmas gödör látható mindebből, a nagyközönség előtt nem áll nyitva a hely.

## Története
„Ferhád budai pasa 1590-ben halt meg, gyilkosság áldozataként, fellázadt katonák feltehetően zsinórral megfojtották. Alapítványi szent kerülete 1570–1580 körül épülhetett meg Pécsett. A mai Király utcában a dzsámin kívül személyzeti lakóház, derviskolostor, ikerfürdő is állt, utóbbi a későbbi belvárosi áruház helyén, amelyet egy időben salétromfőzőnek használtak. Ferhád dzsámijának minaretje a 18. században még megvolt.” 1724-ben dominikánus kolostor és templom alapkövét tették itt le, de az csak 1771-ben készült el.
A dzsámi körül elterülő városrészt Ferhád pasa mahallénak nevezték. Evlija Cselebi szerint szép dzsámi volt, de kevesen látogatták, minaretjét magasnak és ólomtetejűnek mondja.
A dzsámi telkén társasház épül. Az imaházat is szerették volna újjáépíteni 2010-re, mikor Pécs Isztambullal egy időben lesz Európa kulturális fővárosa, ám ez nem valósult meg. Egy étterem épületének elbontásával láthatóvá váltak az egykori dzsámihoz kapcsolódó építmények alapfalai, illetve még álló egyik fala. Sajnos a fennmaradt falszakaszt a török kort követően többször áttörték, így csak nehezen vehetőek ki a jellegzetes szamárhátíves ablakok. 
A legújabb hírek szerint egy török kulturális idegenforgalmi központot tervez itt a város. Bemutatva a rekonstruált falmaradványokat. Lenne itt működő török fürdő, hotel és bolt is, alapvető török élelmiszerekkel, kézműves termékekkel.

## Külső hivatkozások
- Ferhád pasa dzsámija. Műemlékem.hu